# Selman Ada
Selman Ada (Ceyhan, Adana, 24 de febrer de 1953) és un pianista, director d'orquestra i compositor turc. Va cursar estudis especials al Conservatori de París entre 1965 i 1971, i va ser l'únic artista turc enviat a l'estranger per estudis de composició i direcció d'orquestra dins del marc de la llei 6660 sobre Nens prolífics. La seva primera òpera, Ali Baba ve Kırk Haramiler (Alí Babà i els quaranta lladres), amb llibret de Tarık Günersel, va ser posada en escena a l'Òpera de Wuppertal el 2012. També ha compost l'òpera Aşk-ı Memnu (Amor prohibit) sobre la novel·la Aşk-ı Memnu de l'escriptor Halit Ziya Uşaklıgil, amb llibret de Tarık Günersel, que es va estrenar el 2016.